# Novîi Lad, Prîlukî
Novîi Lad (în ucraineană Новий Лад) este un sat în așezarea urbană Mala Divîțea din raionul Prîlukî, regiunea Cernihiv, Ucraina.

## Demografie
Componența lingvistică a localității Novîi Lad
     Ucraineană (98,88%)
     Rusă (1,12%)
Conform recensământului din 2001, majoritatea populației localității Novîi Lad era vorbitoare de ucraineană (98,88%), existând în minoritate și vorbitori de rusă (1,12%).